# عبد الحميد الرشودي
عبد الحميد عبد الله محمد الرشودي وهو باحث وكاتب وأديب ومؤلف عراقي، ولد في بغداد عام 1327 هـ/ 1929م.

## دراسته ووظائفه
تعلم الرشودي ودرس القرآن في الكتاتيب عند الملا عبد العبدلي في جامع الشيخ صندل الذي لا يبعد كثيراً عن موقع بيتهِ، ولما بلغ الثامنة من العمر دخل المدرسة الفيصلية الابتدائية ثم إعدادية وثانوية الكرخ وبعدها ثانوية التفيض في عام 1948، ودرس في كلية الحقوق وتخرج فيها عام 1953، كما دخل دورة تربوية في السنة التالية أهلته لدخول سلك التعليم والتدريس الذي أحبه كثيراً، ثم إلتحق بكلية الآداب في الجامعة المستنصرية وتخرج منها عام 1967. وعمل موظفاً في أمانة العاصمة لغاية عام 1960 ثم ولج السلك التربوي حتى عام 1982.
يعتبر الرشودي مؤرخاً ومرجعاً في الحوادث التاريخية التي مر بها العراق، وسجلها التاريخ العراقي الحديث، وبالرغم من مكانته العلمية والثقافية المتميزة، فإن عبد الحميد الرشودي متواضع وصريح في نقدهِ ودراساته وتلك من الميزات التي يتحلى بها الناقد، إضافة إلى ابتعاده عن الأضواء والبهرجة والدعاية الإعلامية، لقد بدأ الكتابة في بداية عقد الخمسينيات من القرن العشرين وأعجب بالشاعر معروف الرصافي.

## من مؤلفاته
- ذكرى الرصافي - طبع في عام 1950.
- الأدب الرفيع ـ تقديم وتحقيق - ( الزهاوي ـ دراسات ونصوص ) - طبع في عام 1966.
- الجزء الثالث من مقالات فهمي المدرس - طبع في عام 1970.
- إبراهيم صالح شكر - حياته وأدبه - طبع في عام 1978 بالمشاركة.
- الآلة والأداة للرصافي.
- الرصافي حياته وأدبه - طبع في عام 1987.
- مصطفى علي ـ حياته وأدبه - طبع في عام 1989.
- الرسائل المتبادلة بين الرصافي ومعاصريه - طبع في عام 1994.
- تحليلات عروضية لشعر الجواهري - طبع في عام 2003.
- الرصافي خطيباً عن دار المدى.
- وآخر كتبه صدر أيضا عن دار المدى بعنوان (بغداد في الشعر العربي).
- تراث مصطفى جواد في اللغة والنقد والتَّاريخ.

## تكريمه
أقامت مؤسسة المدى لهُ جمعة خاصة في شارع المتنبي احتفاءً وتقديراً لمنجزه في عالم الكتابة والبحث والاستدراك والتحقيق، حيث يعتبر الرشودي من أهم الباحثين في مجال الأدب التراثي العراقي والذي عمل على تخليد صور لذاكرة أهم رواد الأدب العراقي والذين كان للرشودي فضل كبير في استذكارهم وتخليدهم.

## وفاته
توفى في بغداد عام 1436هـ/ 2015م.

## وصلة خارجية
- لقاء قناة الفيحاء الفضائية مع عبد الحميد الرشودي [8]